# Tranișu
Tranișu – wieś w Rumunii, w okręgu Kluż, w gminie Poieni. W 2011 roku liczyła 334 mieszkańców.